# Twisted by Design
Twisted by Design è il terzo album del gruppo punk rock Strung Out, pubblicato il 5 maggio 1998 dalla Fat Wreck Chords. Dedicato alla memoria di Joe Dorowsky.

## Tracce
1. Too Close To See – 3:01
2. Exhumation Of Virginia Madison – 2:20
3. Deville – 2:12
4. Mind Of My Own – 2:34
5. Reason To Believe – 2:16
6. Crossroads – 2:54
7. Paperwalls – 3:24
8. Ice Burn – 2:10
9. Ultimate Devotion – 2:06
10. King Alvarez – 2:22
11. Asking For The World – 2:25
12. Tattoo – 2:24
13. Just Like Me – 2:04
14. Matchbook – 4:24

## Formazione
- Jason Cruz - voce
- Jake Kiley - chitarra
- Rob Ramos - chitarra
- Jim Cherry - basso
- Jordan Burns - batteria